# David Davis i Càmara
David Davis i Càmara (Santa Maria de Palautordera, Catalunya 1976) és un entrenador i exjugador d'handbol català. Es va retirar com a jugador professional l'any 2013, quan jugava al FC Porto, i des del 2014 és el segon entrenador de l'equip Vardar de Macedònia.
Va néixer el 25 d'octubre de 1976 a la ciutat de Santa Maria de Palautordera, població situada a la comarca del Vallès Oriental, en una família d'origen equatoguineana. Des del 2014 viu una nova fase a les banquetes. Va començar la seva feina com a entrenador a l'equip tècnic del RK Vardar amb Raúl González Gutiérrez, amb qui va guanyar la Lliga de Campions de l'EHF el 2017 després d'haver fregat la seva participació a la Final Four de Colònia en les dues temporades prèvies des de la Lliga Macedònia. Van tornar a aconseguir la classificació per a la Final4 de l'EHFCL el 2018. A l'estiu del 2018, va prendre les regnes de la selecció nacional egípcia, amb qui va competir al Mundial de Dinamarca del 2019 aconseguint un històric vuitè lloc sis mesos després. L'octubre del 2018 es va fer càrrec del Telekom Veszprém. En una temporada molt complicada va aconseguir recuperar l'equip fins a proclamar-se campió de la Lliga hongaresa i de la SEHA League, alhora que van aconseguir la final de la Champions. La Federació egípcia va exigir llavors a Davis exclusivitat per al seu projecte i davant de l'ultimàtum l'espanyol va decidir continuar al capdavant de Telekom Veszprém. Durant la pandèmia, a la temporada 2019/2020 i després de la cancel·lació de les competicions nacionals, l'equip va tornar a guanyar-se un lloc a la Final4. El 2021, després de caure a quarts davant el Nantes i alçar la Copa hongaresa, Davis es desvincula dels magiars. El gener de 2022, l'entrenador espanyol torna a Skopje per dirigir el RK Vardar, que a aquestes alçades de la temporada tanca el seu grup de Champions League i amb prou feines es manté viu en la competició nacional. L'equip aconsegueix passar la complicada fase de grups i cau davant el Telekom Veszprém (després d'arrencar un empat al costat del Balaton). Malgrat les nombroses lesions i les dificultats econòmiques, els macedonis es proclamen campions de Lliga i Copa. La sanció de l'EHF que impedeix disputar al RK Vardar les competicions europees va separar els seus camins.

## Trajectòria
- Club Handbol Palautordera
- BM Granollers
- Naranco Oviedo (1995-1996)
- Teucro Caja Pontevedra (1996-1997)
- BM Altea (1997-1999)
- BM Valladolid (1999-2005)
- BM Ciudad Real (2005-2011)
- BM Atlético Madrid (2011-2013)
- FC Porto (2013)

## Palmarès
- 4 Lligues ASOBAL 2006-2007 2007-2008, 2008-2009, 2009-2010
- 3 Copes del Rei 2004-2005, 2007-2008, 2011-2012
- 3 Supercopa d'Espanya 2007-2008, 2009-2010, 2011-2012
- 4 Copes ASOBAL 2002-2003, 2005-2006, 2006-2007, 2007-2008
- 3 Copes d'Europa 2005-2006, 2007-2008, 2008-2009
- 1 Copa EHF 1994-1995
- 3 Supercopes d'Europa 2005-2006, 2006-2007, 2008-2009
- Medalla d'or al Campionat del Món de 2005
- Medalla d'or als Jocs del Mediterrani de 2005
- Medalla de plata al Campionat d'Europa de 2006
- Medalla de bronze als Jocs Olímpics de 2008
- Campió d'Europa Juvenil 1994
- Campió d'Espanya Júnior 1995/1996
- Campió d'Espanya Júnior 1994/1995
- 4 Campionats d'Espanya en categories inferiors